# آسنا

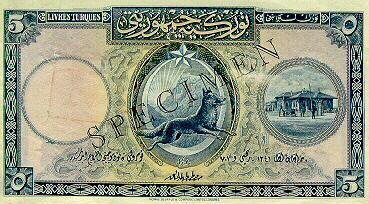
نمایی از طرح‌نگارهٔ آسِنا روی اسکناس پنج لیری ترکیه. سری اول (از سال ۱۹۲۷)

آسِنا (به ترکی استانبولی: Asena) نام یک گرگ خاکستری اسطوره‌ای ماده از اسطوره‌شناسی مردمان ترک است که براساس افسانه‌ای، مادرجدّ تمامی ترک تباران و نمادِ آنان تلقی می‌شود.

## افسانه
این افسانه در پی یک جنگ روی می‌دهد. پس از پایان جنگ همه ترک‌ها به دست دشمن کشته می‌شوند و تنها یک پسر جوان با زخم‌های فراوان زنده باقی می‌ماند که یک گرگ ماده با یال آبی آسمانی که اسنا asenā نامیده می‌شود وی را پیدا می‌کند و از او مراقبت و پرستاری می‌کند. متعاقب آن آن گرگ آبستن می‌شود و ده پسر نیم‌انسان-نیم‌گرگ به دنیا می‌آورد.
درپی آن اسنا رهبر آنان می‌شود و خاندان اسنا را به وجود می‌آورد که این خاندان بر قلمروی گوک‌ترک‌ها و سایر امپراطوری‌های کوچ‌نشین‌های ترک حکومت می‌کند.
این افسانه به صورت دیگری نیز روایت می‌شود: گروهی از سربازان چینی به یک روستای ترک حمله کرده و همه را قتل‌عام می‌کنند. یکی از فرماندهان به کودکی رحم کرده، به بریدن دست و پای وی اکتفا می‌کند و او را نمی‌کشد. اما پس از مدتی از تصمیم خود پشیمان می‌شود و بازمی‌گردد تا آن کودک را به قتل برساند؛ ولی کودک توسط یک گرگ ماده با یال آبی‌آسمانی که اسنا بود نجات یافته‌بود. اسنا از آن کودک پرستاری کرد که همین باعث ایجاد یک نسل نیم‌انسان-نیم‌گرگ شد و توسط اشینا ادامه یافت.
اَسِنا ماده گرگی افسانه‌ای است که نقش مهمی در اسطوره‌های قوم ترک دارد. طبق افسانه‌ها نیای خاندان سلطنتی گوک‌ترک‌ها از این ماده گرگ به وجود آمده‌اند. برای همین در سالنامه‌های چینی وقتی از بزرگان گوک‌ترک سخن گفته می‌شود اول نام آن‌ها با اشینا / اسنا آغاز می‌گردد که حاکی از تعلق این افراد به این موجود مقدس و آسمانی است. دراسناد و منابع باستانی چین با قدیمی‌ترین شکل افسانه آسنا که داستان به وجود آمدن قوم ترک را شرح می‌دهد مواجه می‌گردیم. شرح این منبع قدیمی از این قرار است: قوم ترک یکی از شاخه‌های هیونگ – نوها بودند. نام نژاد حاکم ا - سه - نا بود. آن‌ها ارتش مجزّایی برای خودشان تشکیل دادند اما بعدها توسط یکی از اقوام همسایه شکست خوردند. بجز یک پسر بچه ده ساله سایر اعضاء قبیله قتل‌عام گردیده بودند. هیچ‌کدام از سربازان دشمن جرأت کشتن این کودک را پیدا نکرده بودند. آن‌ها دست و پای پسرک را بریده و او را به باتلاقی انداخته بودند. گرگی که در آنجا زندگی می‌کرد با گوشت حیواناتی که شکار می‌کرد از کودک مراقبت نمود. بدین ترتیب کودک بزرگ شد و با آن ماده گرگ جفت گردید. گرگ از او باردار شد. پادشاه دشمن از زنده بودن کودک مطلع شد و دوباره افرادش را برای کشتن او فرستاد. افراد دشمن از کشتن گرگی که به همراه پسر بود منصرف شدند. ماده گرگ فوراً به غاری در بالای کوهی که در شمال شرقی کائو چانگ (تورفان) قرار داشت فرار کرد. در داخل غار جلگه وسیعی با علفزارهای بلند قرار داشت که در بین کوه‌ها محصور شده بود. ماده گرگ در این مکان ۱۰ نوزاد پسر به دنیا آورد. وقتی پسربچه‌ها بزرگتر شدند با دخترانی از اقوام همسایه ازدواج نمودند. این دختران از آن‌ها حامله شدند و فرزندان هر کدام از آن‌ها نامی را برای قبیله خود برگزیدند. نام یکی از این قبائل آ – سه – نا شد.